# René Nsi Akoué
René Nsi Akoué (ur. 9 października 1975) – gaboński piłkarz grający na pozycji obrońcy.

## Kariera klubowa
W swojej karierze piłkarskiej Akoué grał między innymi w klubach FC 105 Libreville, Missile FC i Sogéa Libreville. Z FC 105 czterokrotnie był mistrzem kraju (1997, 1998, 1999, 2001).

## Kariera reprezentacyjna
W reprezentacji Gabonu Akoué zadebiutował w 1996 roku. W 2000 roku został powołany do kadry na Puchar Narodów Afryki 2000. Na nim rozegrał trzy mecze: z Republiką Południowej Afryki (1:3), z Algierią (1:3) i Demokratyczną Republiką Konga (0:0). W kadrze narodowej rozegrał 49 meczów i strzelił 3 gole.